# Глобальна екологія
Глоба́льна еколо́гія — комплексна наукова дисципліна, що вивчає біосферу в цілому. Основи глобальної екології сформульовані М. І. Будико (1977), який центральною проблемою її вважає кругообіг речовин у біосфері. Дослідження цієї проблеми необхідне для вирішення основного завдання глобальної екології — розробки прогнозів можливих змін біосфери в майбутньому під впливом діяльності людини. Оскільки від цього прогнозу буде істотно залежати довгострокове господарське планування, пов'язане з великими капіталовкладеннями, очевидно, що він повинен мати високу достовірністю.
Глобальна екологія як наукова дисципліна перебуває в стадії формування, її межі точно не визначені. Одні вчені вважають її розділом загальної екології, інші ототожнюють з охороною природи, екологією людини, треті (в тому числі М. І. Будико, І. І. Дедю) відносять до самостійної наукової дисципліни.